# Condado de Cook (Georgia)
El condado de Cook (en inglés: Cook County), fundado en 1898, es uno de 159 condados del estado estadounidense de Georgia. En el año 2006, el condado tenía una población de 16 333 habitantes y una densidad poblacional de 27 personas por km². La sede del condado es Baxley.

## Geografía
Según la Oficina del Censo, el condado tiene un área total de 604 km² (233,2 mi²), de la cual 593 km² (229 mi²) es tierra y 1 km² (0,4 mi²) (1.80%) es agua.

### Condados adyacentes
- Condado de Tift (norte)
- Condado de Berrien (este)
- Condado de Lowndes (sureste)
- Condado de Brooks (suroeste)
- Condado de Colquitt (oeste)

## Demografía
Según el censo de 2000, había 15 771 personas, 5882 hogares y 4282 familias residiendo en la localidad. La densidad de población era de 27 hab./km². Había 6558 viviendas con una densidad media de 11 viviendas/km². El 67.93% de los habitantes eran blancos, el 29.09% afroamericanos, el 0.22% amerindios, el 0.42% asiáticos, el 0.03% isleños del Pacífico, el 1.73% de otras razas y el 0.78% pertenecía a dos o más razas. El 3.08% de la población eran hispanos o latinos de cualquier raza.
Los ingresos medios por hogar en la localidad eran de $27 582, y los ingresos medios por familia eran $31 820. Los hombres tenían unos ingresos medios de $26 262 frente a los $19 703 para las mujeres. La renta per cápita para el condado era de $13 465. Alrededor del 20.70% de la población estaban por debajo del umbral de pobreza.

## Transporte

### Principales carreteras
- Interestatal 75
- U.S. Route 41
- SR 7
- SR 37
- SR 41

## Localidades
- Adel
- Cecil
- Lenox
- Sparks